# 피처폰

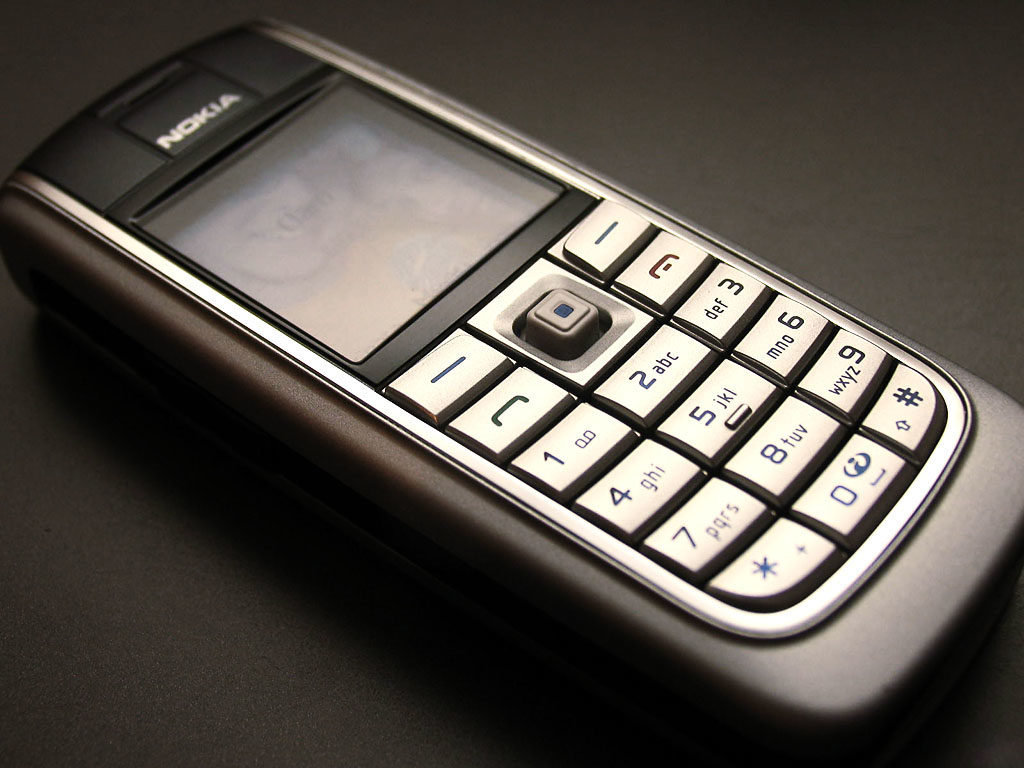
노키아 피처폰

피처폰(영어: feature phone 또는 featurephone)은 스마트폰이 대중화되기 이전 사용된 최저성능의 휴대 전화이다. 1990년대 후반 이동통신의 발전과 함께 등장해 2000년대부터 2011년 초기까지의 대표적인 통신수단으로 사용되었으나,  2011년 여름부터 스마트폰이 보급되기 시작하고 2013년 중반 대중화되면서, 피쳐폰의 점유율은 급격히 하락하였다. 피쳐폰과 스마트폰의 가장 큰 차이점은카 네이션스 모바일 운영체제가 탑재되지 않은 것으로, 모바일 운영체제로 인해 스마트폰은 휴대전화의 성능을 넘어선 소형 컴퓨터이다. 스마트폰에 비해 기술적인 한계를 들어내고 호환성이 떨어져 "멍청한 전화(dumbphone; smart의 반대 개념으로서 dumb)"라고 불리기도 한다. 피쳐폰은 응용 소프트웨어가 설치되어 있는데, 대표적인 것으로 Java ME와 BREW가 있으며 대한민국에서는 네이트 등이 주로 사용되었다.
2011년 여름을 기점으로 보급이 가속화, 2013년 중반 본격적으로 스마트폰이 대중화된 이후에는 판매량이 급격히 떨어져 수험생과 스마트폰이 익숙하지 않는 노인층 위주로 판매되고 있었으며, 그것마저도 2020년대 이후에는 폴더형 스마트폰 등 노인층에게 특화된 스마트폰 기기가 출시되며 더더욱 입지가 위태로워지고 있다.

## 특징

### 피쳐폰의 통신기술
피쳐폰은 2G와 3G통신망을 사용한다. 대한민국에서는 2003년 3G 상용화 이전까지 출시된 피쳐폰은 전부 2G 통신망을 사용하였고 2000년대 중반까지도 2G 폰의 생산량이 앞섰으나, 2007년 3G 전국망이 설치된 이후에는 통신사에서도 3G 피쳐폰 판매에 집중하기 시작했으며 2009년을 기점으로 2G 피쳐폰 판매를 중단하였다. 2011년 여름 스마트폰의 보급과 함께 3G 폰이 2G폰의 보급량을 뛰어넘었으며 이 후 2012년 KT를 시작으로 2020년 SK텔레콤, 2021년 LG U플러스에서 2G 서비스를 종료하며 대한민국에서 2G(CDMA) 통신망은 완전히 끝을 맺었다.
3G 피쳐폰에는 3G망 데이터 송수신 표기가 되어있지 않는 경우가 많고 3G 폰이 대중들에게 인식된 것이 스마트폰 대중화 이후인 점 때문에 피쳐폰을 2G폰으로 부르는 경우가 많으나, 2G와 3G는 이동통신 기술의 차이로 인해 구분되는 것이지 휴대전화 기종에 따라 구분되는 것이 아니므로 이는 잘못된 분류법이다. 현대형 스마트폰의 시초로 인식되는 2007년 출시된 아이폰 1도 2G 네트워크 망을 사용하였다.
대한민국에서 출시된 피쳐폰에는 휴대폰 로고 각인으로 2G, 3G 통신망 사용 여부를 구분할 수 있다. 2G 피쳐폰의 경우 SK텔레콤은 CDMA2000, SPEED 011, SKTELECOM / KTF의 경우 KTF, FIMM, PCS016, M018 로고가 새겨져있으나 3G 피쳐폰의 경우 SK텔레콤은 3G+T, T, T LIVE / KT의 경우 HSPDA, SHOW, olleh, KT(신 로고) 가 새겨져있다.

### 피쳐폰의 디자인
1990년대 후반 이동통신의 보급과 함께 시장에 등장한 피쳐폰의 초기 모델은 플립형 피쳐폰이었다. 이 후 1999년부터 삼성전자와 스카이, 팬택&큐리텔 등에서 폴더형 피쳐폰을 출시하기 시작했으며 2000년대 초반에는 플립형 피쳐폰과 폴더형 피쳐폰이 시장의 인기 상품이었다. 2004년 삼성전자는 폴더형 핸드폰을 가로로 돌릴 수 있는 모델, 애니콜 가로본능을 출시해 화제를 모으기도 했다.
2000년대 중~후반에는 기존의 폴더형 피쳐폰과 함께 인기를 얻은 슬라이드형 피쳐폰이 대량 출시되었다. 2002년 스카이에서 출시한 IM-5100이 최초의 상용 슬라이드폰이며 흑백 LCD를 장착해 높은 판매량을 올렸다. 이 후 슬라이드형 피쳐폰은 꾸준히 시장에서 위치가 상승해 2000년대 중반부터는 폴더형을 출시하던 애니콜과 KTF 등 기성 시장에서도 슬라이드폰을 대거 출시했다. 2000년대 후반에는 다시 폴더형 핸드폰 열풍이 불어, 애니콜에서 출시한 매직홀과 노리F, 싸이언에서 출시한 롤리팝 등이 인기를 끌기도 했다.
스마트폰의 보급 이전인 2009년에는 터치형 피쳐폰도 인기를 끌기 시작했다. 애니콜에서 발매한 연아의 햅틱, 팬택의 어린왕자 듀퐁폰 등이 대표적인 인기 상품이었다.
1990년대 후반부터 2000년대 초반까지 사용된 피쳐폰은 흑백 LCD가 장착된 흑백폰이었다. 2001년 말, 애니콜과 스카이를 시작으로 컬러폰이 출시되었으나 당시 컬러폰의 높은 가격으로 인해 2002년까지는 흑백폰이 여전히 시장에서 주류 자리를 차지하였다. 2002년 하반기부터 컬러폰이 본격적으로 보급되기 시작해 삼성전자는 2003년 하반기부터 흑백폰 출시를 완전히 중단하였다. 해외에서는 2003년까지 여전히 흑백폰이 시장에서 팔리고 있었고, 역대 핸드폰 중 세계에서 가장 높은 판매량을 기록한 노키아 1100은 흑백 LCD를 탑재한 모델이었다. 2000년대 중반부터는 컬러폰이 완전히 흑백폰을 대체하였다.
2004~5년경까지 시장에 출시된 피쳐폰의 경우 과거 아날로그 통신(1G) 시절의 전화기와 마찬가지로 안테나가 외부로 돌출되어 있었으며 통화를 할 때마다 안테나를 외부로 뽑아서 사용해야 했다. 이는 기술의 한계로 안테나를 돌출시키지 않으면 원할한 통화품질을 기대할 수 없었기 때문이다. 2003년 삼성전자에서 안테나를 내장시킨 인테나폰을 출시하였고, 이는 세계에서 1000만대 이상의 판매를 기록하며 "휴대폰계의 벤츠" 라는 찬사를 들으며 벤츠폰이라는 별명으로 불리기도 했다. 이 후 2000년대 중반부터 안테나 내장형 피쳐폰 출시가 늘어났고 2007년부터는 모든 통신사의 휴대전화에서 안테나는 내장된 형태로 출시되었다.

### 피쳐폰의 부가서비스와 발전
2000년대 초반에 출시된 피쳐폰부터 무선 애플리케이션 프로토콜(WAP)이 설치된 모델이 출시되어 제한적으로나마 인터넷 사용이 가능하였으나, 실제로는 살인적인 요금제와 자체 프로그램의 한계로 인해 사용자가 거의 없어 유명무실한 수준으로 전락하였다. 2011년 여름 스마트폰의 본격 보급이 시작되기 전까지 사실상 휴대폰으로 인터넷을 사용한다는 개념은 불가능에 가까운 영역으로 여겨졌다. 결과적으로 피쳐폰은 인터넷 접속 목적으로는 거의 사용되지 못했다.
1990년대 후반부터 벨소리 서비스가 시작되었다. 1999년 초기에는 단음, 2000년에는 4화음 컬러링이 전부였으나 2001년 16화음, 2002년 40화음, 2003년 64화음, 2005년 128화음 순으로 벨소리의 질이 높아졌다. 2000년대 후반부터는 화음이 없어지고 원곡 그대로 컬러링 서비스가 가능해졌으며 이는 스마트폰까지 이어지고 있다.
2003년부터 휴대폰 시장은 다양한 부가서비스가 포함된 피쳐폰을 더러 내놓기 시작했다. 이는 휴대폰 시장이 기존 디지털 전자시장의 기능을 일부 흡수하려는 시도였으나 기술의 한계상 이는 이루어지지 못했다. 피쳐폰의 경우 출시된 기종마다 서비스가 각각 달랐기 때문에, 해당 서비스를 이용하기 위해서는 각자 다른 모델을 구입해야 하는 한계 때문이었다. MP3폰, 디카폰, PDA폰, 가로 회전폰, 3D게임폰, 블루투스폰, 듀얼 스피커 폰 등이 출시되었고 2000년대 중반에는 디지털 멀티미디어 방송(DMB)의 대중화와 함께 DMB폰이 출시되어 TV 시청도 가능하게 되었다. DMB폰의 경우 TV 시청을 위해 안테나를 밖으로 빼내야하는 불편함이 있었다. 이렇게 다양한 형태로 출시되었던 피쳐폰의 기능은 2012년 스마트폰이 대중화가 시작되며 휴대전화 하나에 모든 디지털 전자시장의 기능이 합쳐지게 되었고, 이는 공교롭게도 기존 디지털 시장과 피쳐폰이 몰락하게 되는 원인이 되었다.

### 피쳐폰 시장의 경쟁
대한민국에서는 삼성전자의 애니콜이 압도적인 점유율 1위를 오랫동안 지켰으며 KTF, LG전자의 CYON, 스카이, 팬택&큐리텔, 모토로라 등이 시장의 주류였다. 가장 먼저 피쳐폰 시장에 진출한 업체는 1996년 스타택 시리즈를 들고 나온 모토로라였으나 90년대 후반 삼성전자가 모토로라의 독주를 막기 위해 피쳐폰 시장에 뛰어들면서 점유율이 역전되었다. 한편 세계 피쳐폰 시장에서 압도적 1위를 달리던 노키아는 2001년 한국에 진출해 2002년까지 제품을 출시하며 한국 시장 정착을 노렸으나, 낮은 점유율을 극복하지 못하고 2003년 한국 시장에서 철수하였다. 2000년대 초반까지는 현대전자의 걸리버, 한화전자, 텔슨전자의 피쳐폰도 시장에서 인기를 끌었으나 이 후 모두 사업을 철수하였다.
스마트폰이 대중화되기 시작한 2012년부터는 상황이 달라져 기존의 스카이, 팬택&큐리텔, 모토로라 등은 스마트폰의 대중화에 적응하지 못하고 휴대전화 시장에서 도태되었고 KTF는 KT에 합병되며 휴대폰 출시를 중단했다. LG전자의 경우 스마트폰 시장에 진출해 나름 선전을 누렸으나 끝내 삼성전자와 애플의 높은 점유율을 극복하지 못하고 2021년, 시장 철수를 선언하였다. 삼성전자의 경우 애플에 대항해 삼성 옴니아 시리즈를 출시했으나 패배를 맛봤고, 이후 2011년부터 새로운 스마트폰 브랜드 삼성 갤럭시를 출시해 세계 시장에서 애플의 아이폰과 함께 스마트폰 시장을 점유하고 있다.

### 피쳐폰과 이동통신사
2004년 이전까지 이동통신업계에서는 이동통신의 선후발 업체가 부여하는 고유의 식별변호만 존재했으며, 이 때문에 가입된 이동통신 사업자 별로 휴대전화 식별번호가 각기 달랐다. SK텔레콤은 011, KTF는 016, 신세기통신은 017, KT엠닷컴은 018, LG텔레콤는 019를 사용하였다. 이 당시 이동통신사들은 부여된 고유 식별번호를 이용해 광고에 사용하기도 했는데, CDMA 이동통신의 선두 주자로 꼽혔던 SK텔레콤이 1997년부터 브랜드로 시장에 내세운 SPEED 011을 비롯한, 후발 업체인 KTF의 PCS 016의 대표적인 선례이다.
그러나 단순히 국가가 이동통신사에 대여해준 것에 불과한 식별변호가 선후발 업체들의 브랜드화 되면서 이용자가 쏠리는 현상이 일어났다. 또한 010 통합 제도 이전까지는 통신사끼리 번호 이동이 불가능하여 이용자들이 큰 불편을 겪었으며, 3G 상용화와 보급에 맞춰 공동된 식별변호의 필요성이 거론되었다. 이에 따른 방침으로 2004년 1월부터 010 통합 번호 제도가 시행되어 2004년부터 가입하는 신규 가입자들은 통신사와 상관없이 010 번호를 부여받게 되었다. 기존 사용자들의 경우 통신사별 고유식별번호를 그대로 사용할 수 있었고 번호이동 제도가 시행되어 통신사끼리도 기존의 식별변호를 유지한채 번호를 이동하는 것이 허용되었다. 010 통합 번호 제도 시행 이후 통신사들의 고유번호 브랜드화는 상당히 줄어들었다. SK텔레콤은 010 전환 초기 SPEED 011*010이라는 새로운 브랜드를 적용하기도 하였으나 몇 년 못가 중단하고 2006년부터는 T를 사용하고 있다.
2010년 피쳐폰 이용고객들의 번호는 010 번호 사용자가 80%를 넘었다.

## 같이 보기
- 휴대 전화
- 아이폰
- 전화기
- 스마트폰
- 정보 기기